# منزل الشهيد منتظر قائم
منزل الشهيد منتظر قائم (بالفارسية: خانه شهید منتظر قائم) هو منزل تاريخي، ويقع في يزد. هذا البيت ملك لمحمد منتظر قائم.